# Równanie Sylvestera
Równanie Sylvestera – często spotykane w teorii sterowania równanie macierzowe mające postać:
{\displaystyle AX+XB=C,}
gdzie {\displaystyle A,B,X,C} to macierze o wymiarach {\displaystyle n\times n.}

## Istnienie i jednoznaczność rozwiązania
Korzystając z notacji iloczynu Kroneckera i operatora wektoryzacji {\displaystyle \operatorname {vec} } powyższe równanie może być zapisane w postaci
{\displaystyle (I_{n}\otimes A+B^{T}\otimes I_{n})\operatorname {vec} X=\operatorname {vec} C,}
gdzie {\displaystyle I_{n}} jest macierzą jednostkową o rozmiarach {\displaystyle n\times n.}
W takiej postaci równanie Sylvestera może być interpretowane jako układ liniowy o wymiarze {\displaystyle n^{2}\times n^{2}.} (W przypadku poszukiwania rozwiązania numerycznego zapis równania w takiej formie nie jest zalecany, ponieważ rozwiązanie równania w wersji układu liniowego jest niewydajne obliczeniowo i źle uwarunkowane).
Jeśli {\displaystyle A=ULU^{-1}} i {\displaystyle B^{T}=VMV^{-1}} są kanonicznymi formami Jordana macierzy {\displaystyle A} i {\displaystyle B^{T},} a {\displaystyle \lambda _{i}} i {\displaystyle \mu _{j}} są ich wartościami własnymi, można zapisać:
{\displaystyle I_{n}\otimes A+B^{T}\otimes I_{n}=(V\otimes U)(I_{n}\otimes L+M\otimes I_{n})(V\otimes U)^{-1}.}
Ponieważ {\displaystyle (I_{n}\otimes L+M\otimes I_{n})} jest górną macierzą trójkątną z elementami na przekątnej {\displaystyle \lambda _{i}+\mu _{j},} macierz po lewej stronie jest osobliwa wtedy i tylko wtedy, gdy istnieje {\displaystyle i} i {\displaystyle j,} takie że {\displaystyle \lambda _{i}=-\mu _{j}.}
W ten sposób dowiedzione zostało, że równanie Sylvestera ma jednoznaczne rozwiązanie, wtedy i tylko wtedy macierze {\displaystyle A} i {\displaystyle -B} nie mają wspólnych wartości własnych.

## Rozwiązanie numeryczne
Klasyczny algorytm rozwiązania numerycznego równania Sylvestera jest algorytm Bartelsa-Stewarta, na który składa się przekształcenie macierzy {\displaystyle A} i {\displaystyle B} do postaci Schura (zob. rozkład Schura) za pomocą algorytmu QR, a następnie rozwiązanie układu trójkątnego poprzez podstawienie w tył dla macierzy trójkątnej. Algorytm ten, którego złożoność obliczeniowa wynosi {\displaystyle \mathrm {O} (n^{3})} operacji arytmetycznych, wykorzystywany jest w pakietach oprogramowania LAPACK, Matlab i GNU Octave (w funkcji lyap).